# Saison 5 de Desperate Housewives
Chronologie
Saison 4 Saison 6
Cet article présente le guide des épisodes de la cinquième saison du feuilleton télévisé Desperate Housewives.
L'histoire se déroule 5 ans après la quatrième saison.

## Distribution

### Acteurs principaux
- Teri Hatcher (VF : Claire Guyot) : Susan Mayer
- Felicity Huffman (VF : Caroline Beaune) : Lynette Scavo
- Marcia Cross (VF : Blanche Ravalec) : Bree Hodge
- Eva Longoria Parker (VF : Odile Schmitt) : Gabrielle Solis
- Nicollette Sheridan (VF : Marie-Martine Bisson) : Edie Williams (épisodes 1 à 19 et 23)
- Ricardo Antonio Chavira (VF : Bernard Gabay) : Carlos Solis
- Doug Savant (VF : Emmanuel Curtil) : Tom Scavo
- Kyle MacLachlan (VF : Patrick Poivey) : Orson Hodge
- Dana Delany (VF : Marine Jolivet) : Katherine Mayfair
- Neal McDonough (VF : Bruno Dubernat) : Dave Williams
- Shawn Pyfrom (VF : Yoann Sover) : Andrew Van de Kamp
- Brenda Strong (VF : Françoise Cadol) : Mary Alice Young
- James Denton (VF : Arnaud Arbessier) : Mike Delfino

### Acteurs récurrents
- Charles Carver (VF : Olivier Martret) : Porter Scavo
- Max Carver (VF : Alexandre Nguyen) : Preston Scavo
- Joshua Logan Moore (VF : Thomas Sagols) : Parker Scavo
- Kendall Applegate : Penny Scavo
- Madison De La Garza : Juanita Solis
- Mason Vale Cotton : M.J. Delfino
- Gale Harold (VF : Thierry Ragueneau) : Jackson Braddock
- Kathryn Joosten (VF : Nicole Favart) : Karen McCluskey
- Kevin Rahm (VF : Pierre Tessier) : Lee McDermott
- Tuc Watkins (VF : Jérôme Rebbot) : Bob Hunter

### Acteurs invités
- Richard Burgi (VF : Bernard Lanneau) : Karl Mayer
- Andrea Bowen (VF : Karine Foviau) : Julie Mayer
- Steven Culp (VF : Georges Caudron) : Rex Van de Kamp
- Joy Lauren (VF : Manon Azem) : Danielle Van de Kamp
- Christine Estabrook (VF : Marie-Martine) : Martha Huber
- Frances Conroy (VF : Anne Rochant) : Virginia Hildebrand
- Gail O'Grady (VF : Micky Sébastian) : Anne Schilling
- Polly Bergen (VF : Arlette Thomas) : Stella Wingfield
- Lily Tomlin (VF : Pascale Jacquemont) : Roberta Simmons
- Daniella Baltodano : Celia Solis
- Todd Grinnell (VF : Jérémy Prévost) : Dr Alex Cominis
- Brent Kinsman : Preston Scavo enfant
- Shane Kinsman : Porter Scavo enfant
- Lucille Soong : Yao Lin
- Beau Bridges (VF : José Luccioni) : Eli Scruggs
- Maiara Walsh (VF : Chloé Berthier) : Ana Solis

## Épisodes
Les titres officiels de cette saison (figurant sur les DVD) sont ceux de M6 du 1 au 21, puis ceux de Canal+ du 22 au 24.

### Épisode 1:Comme le temps passe…
- États-Unis /  Canada : 28 septembre 2008 sur ABC / CTV[1]
- Belgique : 23 mars 2009 en VO sur Be 1
- Québec : 24 mars 2009 sur Radio-Canada
- France : 2 avril 2009 sur Canal+ & 1er septembre 2009 sur M6
- Suisse : 28 août 2009 sur TSR1

- États-Unis : 18,68 millions de téléspectateurs[2] (première diffusion)

- Le titre choisi par Radio-Canada et Canal+ est une parodie du film Demain ne meurt jamais, 18e de la série James Bond, réalisé par Roger Spottiswoode, sorti en 1997, et dans lequel joue Teri Hatcher.
- Première apparition de Neal McDonough (Dave Dash) et Madison De La Garza (Juanita Solis).

### Épisode 2:Un bon voisin
- États-Unis /  Canada : 5 octobre 2008 sur ABC / CTV
- Belgique : 23 mars 2009 en VO sur Be 1
- Québec : 31 mars 2009 sur Radio-Canada
- France : 2 avril 2009 sur Canal+ & 1er septembre 2009 sur M6
- Suisse : 28 août 2009 sur TSR1

- États-Unis : 15,69 millions de téléspectateurs[3] (première diffusion)

- Richard Burgi (Karl Mayer)

- Le titre choisi par Radio-Canada et Canal+ est une parodie du film Chacun cherche son chat réalisé par Cédric Klapisch et sorti en 1996.

### Épisode 3:Les Tyrans
- États-Unis /  Canada : 12 octobre 2008 sur ABC / CTV
- Belgique : 30 mars 2009 en VO sur Be 1
- Québec : 7 avril 2009 sur Radio-Canada
- France : 9 avril 2009 sur Canal+ & 8 septembre 2009 sur M6
- Suisse : sur TSR1

- États-Unis : 15,51 millions de téléspectateurs[4] (première diffusion)
- Canada : 1,838 million de téléspectateurs[5] (première diffusion)

- Le titre choisi par Radio-Canada et Canal+ est une parodie du film L'Homme qui en savait trop réalisé par Alfred Hitchcock, qui en avait déjà réalisé une première version en 1934, et sorti en 1956.

### Épisode 4:La Jalousie
- États-Unis : 19 octobre 2008 sur ABC
- Belgique : 30 mars 2009 en VO sur Be 1
- France : 9 avril 2009 sur Canal+ & 8 septembre 2009 sur M6
- Québec : 14 avril 2009 sur Radio-Canada

- États-Unis : 15,49 millions de téléspectateurs[6] (première diffusion)

- Le titre choisi par Radio-Canada et Canal+ est une parodie du film Les Feux de la rampe réalisé par Charlie Chaplin et sorti en 1952.

### Épisode 5:Une soirée pleine de surprises
- États-Unis : 26 octobre 2008 sur ABC
- Belgique : 6 avril 2009 en VO sur Be 1
- France : 16 avril 2009 sur Canal+ & 15 septembre 2009 sur M6
- Québec : 21 avril 2009 sur Radio-Canada

- États-Unis : 15,95 millions de téléspectateurs[7] (première diffusion)

- La majeure partie de l'épisode est composée de flash-backs révélant une partie des 5 années qui séparent la saison 4 de la saison actuelle.
- Le titre choisi par Radio-Canada et Canal+ est une parodie du film Que la fête commence réalisé par Bertrand Tavernier et sorti en 1975.

### Épisode 6:Prédatrices
- États-Unis : 2 novembre 2008 sur ABC
- Belgique : 6 avril 2009 en VO sur Be 1
- France : 16 avril 2009 sur Canal+ & 15 septembre 2009 sur M6
- Québec : 28 avril 2009 sur Radio-Canada

- États-Unis : 15,93 millions de téléspectateurs[8] (première diffusion)

- Le titre choisi par Radio-Canada et Canal+ est une parodie du film Le bonheur est dans le pré réalisé par Étienne Chatiliez et sorti en 1995.

### Épisode 7:Le Désir
- États-Unis /  Canada : 9 novembre 2008 sur ABC / CTV
- Belgique : 13 avril 2009 en VO sur Be 1
- France : 23 avril 2009 sur Canal+ & 22 septembre 2009 sur M6
- Québec : 5 mai 2009 sur Radio-Canada

- États-Unis : 15,85 millions de téléspectateurs[9] (première diffusion)
- Canada : 2,107 millions de téléspectateurs[10] (première diffusion)

- Le titre choisi par Radio-Canada et Canal+ est une parodie du film Nous nous sommes tant aimés réalisé par Ettore Scola et sorti en 1974.

### Épisode 8:Acte de bravoure
- États-Unis : 16 novembre 2008 sur ABC
- Belgique : 13 avril 2009 en VO sur Be 1
- France : 23 avril 2009 sur Canal+ & 22 septembre 2009 sur M6
- Québec : 12 mai 2009 sur Radio-Canada

- États-Unis : 16,84 millions de téléspectateurs[11] (première diffusion)

- Il est de coutume depuis deux saisons qu'un épisode dramatique rompe la trame lancinante des aventures des Desperate Housewives (la prise d'otage du 3x07 et la tornade du 4x09). Cet épisode ne dérogera pas à la règle et livrera Wisteria Lane aux mains d'un terrible incendie.
- Le titre choisi par Radio-Canada et Canal+ est une parodie du film Panique au village réalisé par Stéphane Aubier et Vincent Patar d'après la série éponyme, sorti en 2009.

### Épisode 9:Le Début de ses souffrances
- États-Unis : 30 novembre 2008 sur ABC
- Belgique : 20 avril 2009 en VO sur Be 1
- France : 30 avril 2009 sur Canal+ & 29 septembre 2009 sur M6
- Québec : 19 mai 2009 sur Radio-Canada

- États-Unis : 15,81 millions de téléspectateurs[12] (première diffusion)

- Le titre choisi par Radio-Canada et Canal+ est une parodie du film Petits arrangements avec les morts réalisé par Pascale Ferran et sorti en 1994.

### Épisode 10:Vivre dans l'obscurité
- États-Unis : 7 décembre 2008 sur ABC
- Belgique : 20 avril 2009 en VO sur Be 1
- France : 30 avril 2009 sur Canal+ & 29 septembre 2009 sur M6
- Québec : 26 mai 2009 sur Radio-canada

- États-Unis : 16,09 millions de téléspectateurs[13] (première diffusion)

- Le titre choisi par Radio-Canada et Canal+ est une parodie du film Circulez y'a rien à voir réalisé par Patrice Leconte sorti en 1983.

### Épisode 11:Une jolie maison
- États-Unis : 4 janvier 2009 sur ABC
- Belgique : 27 avril 2009 en VO sur Be 1
- France : 7 mai 2009 sur Canal+ & 6 octobre 2009 sur M6
- Québec : 2 juin 2009 sur Radio-Canada

- États-Unis : 14,39 millions de téléspectateurs[14] (première diffusion)

- Joanna Cassidy (Melina Cominis)
- Polly Bergen (Stella Wingfield)

- Le titre choisi par Radio-Canada et Canal+ est une parodie du film Familles, je vous hais réalisé par Bruno Bontzolakis et sorti en 1997.

### Épisode 12:Un long voyage
- États-Unis /  Canada : 11 janvier 2009 sur ABC / CTV
- Belgique : 27 avril 2009 en VO sur Be 1
- France : 7 mai 2009 sur Canal+ & 6 octobre 2009 sur M6
- Québec : 9 juin 2009 sur Radio-Canada

- États-Unis : 13,79 millions de téléspectateurs[15] (première diffusion)
- Canada : 1,034 million de téléspectateurs[16] (première diffusion)

- Polly Bergen (Stella Wingfield)

- Le titre choisi par Radio-Canada et Canal+ est une parodie du livre Les Meilleurs Amis écrit par Galt Niederhoffer, publié en 2008 et adapté au cinéma en 2011.

### Épisode 13:Le Meilleur d'entre nous
- États-Unis /  Canada : 18 janvier 2009 sur ABC / CTV
- Belgique : 4 mai 2009 en VO sur Be 1
- France : 14 mai 2009 sur Canal+ & 13 octobre 2009 sur M6
- Québec : 16 juin 2009 sur Radio-Canada

- États-Unis : 13,08 millions de téléspectateurs[17] (première diffusion)
- Canada : 1,648 million de téléspectateurs[18] (première diffusion)

- Brenda Strong (Mary Alice Young)
- Steven Culp (Rex Van de Kamp)
- Lucille Soong (Yao Lin)
- Christine Estabrook (Martha Huber)
- Beau Bridges (Eli Scruggs)

- C'est le centième épisode de la série.
- Le titre choisi par Radio-Canada et Canal+ est une parodie du livre La vie devant soi écrit par Romain Gary (sous le pseudonyme d'Émile Ajar), publié en 1975 et adapté au cinéma par Moshé Mizrahi en 1977, plus tard adapté au théâtre par Xavier Jaillard en 2008.

### Épisode 14:On ne parle pas d'argent
- États-Unis /  Canada : 8 février 2009 sur ABC / CTV
- Belgique : 4 mai 2009 en VO sur Be 1
- France : 14 mai 2009 sur Canal+ & 13 octobre 2009 sur M6
- Québec : 23 juin 2009 sur Radio-Canada

- États-Unis : 13,82 millions de téléspectateurs[19] (première diffusion)

- Le titre choisi par Radio-Canada et Canal+ est une parodie du film Petits meurtres entre amis réalisé par Danny Boyle et sorti en 2009.

### Épisode 15:Une journée de travail
- États-Unis /  Canada : 15 février 2009 sur ABC / CTV
- Belgique : 11 mai 2009 en VO sur Be 1
- France : 21 mai 2009 sur Canal+ & 20 octobre 2009 sur M6
- Québec : 30 juin 2009 sur Radio-Canada

- États-Unis : 14,01 millions de téléspectateurs[20] (première diffusion)
- Canada : 1,672 million de téléspectateurs[21] (première diffusion)

- Le titre choisi par Radio-Canada et Canal+ est une parodie du film Ah ! si j'étais riche réalisé par Michel Munz et Gérard Bitton sorti en 2002.

### Épisode 16:Les Bonnes Manières
- États-Unis /  Canada : 8 mars 2009 sur ABC / CTV
- Belgique : 11 mai 2009 en VO sur Be 1
- France : 21 mai 2009 sur Canal+ & 20 octobre 2009 sur M6
- Québec : 7 juillet 2009 sur Radio-Canada

- États-Unis : 13,65 millions de téléspectateurs[22] (première diffusion)
- Canada : 1,669 million de téléspectateurs[23] (première diffusion)

- Le titre choisi par Radio-Canada et Canal+ est une parodie du recueil de nouvelles Le crime est notre affaire écrit par Agatha Christie et publié en 1929.

### Épisode 17:Des intentions cachées
- États-Unis /  Canada : 15 mars 2009 sur ABC / CTV
- Belgique : 18 mai 2009 en VO sur Be 1
- France : 28 mai 2009 sur Canal+ & 27 octobre 2009 sur M6
- Québec : 14 juillet 2009 sur Radio-Canada

- États-Unis : 14,60 millions de téléspectateurs[24] (première diffusion)
- Canada : 1,66 million de téléspectateurs[25] (première diffusion)

- Le titre choisi par Radio-Canada et Canal+ est une parodie du film Et Dieu... créa la femme réalisé par Roger Vadim et sorti en 1956, mettant en vedette Brigitte Bardot et Jean-Louis Trintignant.

### Épisode 18:Un plan d'une grande simplicité
- États-Unis : 22 mars 2009 sur ABC
- Belgique : 18 mai 2009 en VO sur Be 1
- France : 28 mai 2009 sur Canal+ & 27 octobre 2009 sur M6
- Québec : 21 juillet 2009 sur Radio-Canada

- États-Unis : 14,75 millions de téléspectateurs[26] (première diffusion)

- Bien que cet épisode et l'épisode suivant se suivent (dû à une légende To Be Continued à la fin de celui-ci), cela laisse supposer la mort d'un des personnages principaux et plus précisément, l'une des héroïnes.
- Le titre choisi par Radio-Canada et Canal+ est une parodie du film Piège en haute mer réalisé par Andrew Davis et sorti en 1992.

### Épisode 19:Les Adieux de mes amies
- États-Unis : 19 avril 2009 sur ABC
- Belgique : 25 mai 2009 en VO sur Be 1
- France : 4 juin 2009 sur Canal+ & 3 novembre 2009 sur M6
- Québec : 28 juillet 2009 sur Radio-Canada

- États-Unis : 13,85 millions de téléspectateurs[27] (première diffusion)

- Stephen Lunsford (Travers McLain)
- Dot-Marie Jones (Gardienne de Prison)

- Cet épisode marque la disparition du personnage d'Edie Britt, présente depuis la saison 1 en tant qu'actrice principale. C'est le 3e personnage principal à mourir, après  Mary-Alice Young  (épisode 1.01) et  Rex Van de Kamp  (épisode 1.23). Cependant, le personnage refera une courte apparition en tant qu'hallucination de Dave lors de l'épisode 23.
- C'est la deuxième fois que Brenda Strong (Mary Alice Young) n'endosse pas le rôle de narratrice dans la série. Ici, Nicolette Sheridan prend le relais, le temps de cet épisode qui lui est consacré. La fois précédente, Steven Culp (Rex Van De Kamp) avait pris la parole lors de l'épisode 3.16 intitulé Le Grand Jeu.
- Le samedi 2 mai 2009, M6 a diffusé un extrait de cet épisode non encore paru en France, dans l'émission Accès privé. En effet, il s'agit d'une scène montrant en évidence le fait que le personnage d'Edie Britt est mort. Les mécontentements se sont fait entendre de la part des fans, mais malgré les excuses proférées par M6, expliquant qu'elle pensait que la rumeur s'était trop étalée sur internet pour qu'elle soit inconnue au moment de la diffusion, la chaîne n'a pas donné suite.
- Le titre choisi par Radio-Canada et Canal+ est une parodie du film Au revoir les enfants réalisé par Louis Malle et sorti en 1987.

### Épisode 20:Un geste amical
- États-Unis /  Canada : 26 avril 2009 sur ABC / CTV
- Belgique : 25 mai 2009 en VO sur Be 1
- France : 4 juin 2009 sur Canal+ & 3 novembre 2009 sur M6
- Québec : 4 août 2009 sur Radio-Canada

- États-Unis : 13,64 millions de téléspectateurs[28] (première diffusion)
- Canada : 1,615 million de téléspectateurs[29] (première diffusion)

- Gloria LeRoy (Rose Kemper)

- Le titre choisi par Radio-Canada et Canal+ est une parodie du roman Minuit dans le jardin du bien du mal écrit par John Berendt, publié en 1994 et adapté au cinéma par Clint Eastwood en 1997.

### Épisode 21:Les Négociations
- États-Unis /  Canada : 3 mai 2009 sur ABC / CTV
- Belgique : 1er juin 2009 en VO sur Be 1
- France : 11 juin 2009 sur Canal+ & 10 novembre 2009 sur M6
- Québec : 11 août 2009 sur Radio-Canada

- États-Unis : 13,49 millions de téléspectateurs[30] (première diffusion)
- Canada : 1,71 million de téléspectateurs[31] (première diffusion)

- Richard Burgi (Karl Mayer)

- Le titre choisi par Radio-Canada et Canal+ est une parodie du film Trop belle pour toi réalisé par Bertrand Blier et sorti en 1989.

### Épisode 22:Épouse-moi… un peu
- États-Unis /  Canada : 10 mai 2009 sur ABC / CTV
- Belgique : 1er juin 2009 en VO sur Be 1
- France : 11 juin 2009 sur Canal+ & 10 novembre 2009 sur M6
- Québec : 18 août 2009 sur Radio-Canada

- États-Unis : 12,29 millions de téléspectateurs[32] (première diffusion)
- Canada : 1,712 million de téléspectateurs[33] (première diffusion)

- Le titre choisi par Radio-Canada et Canal+ est une traduction du titre original Marry Me a Little.

### Épisode 23:Comment je me suis disputé ma vie de famille
- États-Unis : 17 mai 2009 sur ABC
- Belgique : 8 juin 2009 en VO sur Be 1
- France : 18 juin 2009 sur Canal+ & 17 novembre 2009 sur M6
- Québec : 25 août 2009 sur Radio-Canada

- États-Unis : 13,96 millions de téléspectateurs[34] (première diffusion)

- Nicollette Sheridan (Edie Britt)

- Le titre choisi par Radio-Canada et Canal+ est une parodie du film Comment je me suis disputé... (ma vie sexuelle) réalisé par Arnaud Desplechin et sorti en 1996.
- C'est la dernière fois dans l'histoire de la série que Nicollette Sheridan apparait sous les traits d'Edie Britt et c'est également la toute dernière apparition du personnage dans la série.

### Épisode 24:Dans la peau de Dave Dash
- États-Unis : 17 mai 2009 sur ABC
- Belgique : 8 juin 2009 en VO sur Be 1
- France : 18 juin 2009 sur Canal+ & 17 novembre 2009 sur M6
- Québec : 1er septembre 2009 sur Radio-Canada

- États-Unis : 13,96 millions de téléspectateurs[34] (première diffusion)

- Maiara Walsh (Ana Solis)

- Le titre choisi par Radio-Canada et Canal+ est une parodie du film Dans la peau de John Malkovich réalisé par Spike Jonze et sorti en 1999.
- Première apparition de Maiara Walsh (Ana Solis).
- Dernière apparition de Neal McDonough (Dave Dash).